# Cassano Valcuvia
Pour les articles homonymes, voir Cassano et Valcuvia.
Cassano Valcuvia est une commune italienne de la province de Varèse en Lombardie.

## Toponyme
Provient du nom latin Cassius auquel fut ajouté le suffixe génitif -anus. Le reste indique l'emplacement géographique.

## Administration
| Période                                  | Période  | Identité      | Étiquette    | Qualité     |
| ---------------------------------------- | -------- | ------------- | ------------ | ----------- |
| 14/6/2004                                | En cours | Marco Magrini | Lista Civica | vétérinaire |
| Les données manquantes sont à compléter. |          |               |              |             |

### Hameaux
Villa San Giuseppe, Casa Noga, San Giuseppe, Crotto, Lische, Monte San Martino, Sasso Cadrega, Molino Andreoni, Cà di Rocco